# كور
الكور فرن أو مجمرة الحداد أو كانونه ، لإحماء وصهر المعادن. كما تدل الكور أيضا على المشتقات، وعلى البلية. كما استُعمل الكور مثلا لنزع الزغل عن الفضة.

وقد ذكر تاج العروس أن الكور

## معان أخرى
- مقاطعة ريفيّة.وبقعة تجتمع فيها قرى ومحال.[3]
- موضع الزنابير والنحل
- جمع كرة